# Josephus Cornelis Delhez
Josephus Cornelis Delhez (Bergen op Zoom, 4 juni 1787 - Bergen op Zoom, 17 december 1855) was een Brabants wijnkoper en lokaal politicus. Hij was in 1848 lid van de Dubbele Kamer bij de Grondwetsherziening.
Josephus Cornelis Delhez was de zoon van wijnkoper/winkelier Henricus Delhez en Maria van Hoof, en trad in de voetsporen van zijn vader. Hij was in de jaren 1820 secretaris van Halsteren en Nieuw-Vossemeer, en van 1832 tot 1855 lid van de Stedelijke Raad (vanaf 1851 gemeenteraad) van Bergen op Zoom. Daarnaast was hij van 1835 tot 1848 lid van de Provinciale Staten van Noord-Brabant en in 1848 kortstondig Buitengewoon lid van de Tweede Kamer der Staten-Generaal bij de behandeling van de Grondwetsherziening. Hij voerde hierbij niet het woord, en stemde voor alle voorstellen tot herziening.
Hij was tevens majoor-commandant bij de rustende schutterij, voorzitter van de plaatselijke schoolcommissie in Bergen op Zoom, president van het Algemeen Armbestuur en het Algemeen Burgergasthuis en secretaris-penningmeester van de polders Auvergne, Saint Glenis en Oud- en Nieuw-Bijmoer (rond 1821). Hij trouwde op 23 juli 1831 met Maria Gertruda Elizabeth Feber en was zwager van het (latere) Kamerlid Cornelis Wilhelmus Oomen.